# Resilienz (Energiewirtschaft)
Resilienz, (von lateinisch resilire: zurückspringen, abprallen, nicht anhaften), ist die Fähigkeit von technischen Systemen, bei einem Teilausfall nicht vollständig zu versagen und nach einer Störung zum Ausgangszustand zurückzukehren. Hierdurch werden größere Schäden vermieden, und die volle Leistung steht nach der Störung so schnell wie möglich wieder zur Verfügung. Die wichtigste Anforderung an eine kritische Infrastruktur ist ihre Ausfallsicherheit. Bisher wurde diese erreicht, indem das Stromversorgungssystem robust ausgelegt wurde. Man bezeichnet ein technisches System als robust, wenn es die meisten voraussehbaren Störereignisse bewältigt, ohne dass seine Funktionsfähigkeit wesentlich beeinträchtigt wird. Das Elektrizitätsversorgungssystem leistet dies unter anderem durch das sogenannte N-1-Prinzip: Jedes wesentliche Element im System darf ausfallen; die Höchstlast im Normalbetrieb wird dann von redundant vorhandenen Reservekapazitäten aufgenommen. Da sich die bisherige Robustheit von Elektrizitätsversorgungssysteme aufgrund der veränderten Struktur der Energieversorgung nicht eins zu eins fortführen lässt, ist stattdessen die Resilienz des Systems für zukünftige Elektrizitätsversorgungssysteme von Bedeutung.

## Gründe für einen neuen Ansatz
Ein Ausfall oder eine bloße Beeinträchtigung der Energieversorgung führen zu nachhaltig wirkenden Versorgungsengpässen und erheblichen Störungen der öffentlichen Ordnung und Sicherheit. Besonders in der elektrischen Energieversorgung breiten sich kaskadierende Störungen schnell und überregional aus. Ferner ist Elektrizität schlecht substituierbar, insbesondere auch in anderen Infrastrukturen, so ist zum Beispiel das Telekommunikationsnetz ohne Versorgung mit elektrischer Energie nicht funktionsfähig.
Aus drei Gründen lässt sich das bisherige Redundanzprinzip künftig nicht mehr  durchgehend einhalten:
1. Die Energiewende: Sonne und Wind entwickeln sich mehr und mehr zum Rückgrat der Stromerzeugung. Damit einher geht die Vervielfachung der dezentralen Erzeugungsanlagen, was dazu führen wird, dass nicht alle Erzeugungsanlagen redundant angebunden werden können.
2. Die Sektorenkopplung bedeutet eine Vielzahl neuer Verbraucher im Wärme- und Verkehrssektor.
3. Die Digitalisierung von Netz, Vertrieb und bei Endverbrauchern ist notwendig, um die beiden vorhergehenden Herausforderungen zu bewältigen. Es wird zum Beispiel nur durch Digitalisierung möglich sein, die künftige Vielzahl von Erzeugungsanlagen zeitnah zu prognostizieren und zu steuern. Dezentrale Intelligenz ist eine Antwort auf zunehmende Komplexität. Der Umbau der Energiewirtschaft und die Digitalisierung der Netze bedingen einander.

Es sind erhebliche Anstrengungen erforderlich, um angesichts dieser Herausforderungen der Energiewende und Sektorenkopplung auch weiterhin Stabilität und Qualität der Stromversorgung gewährleisten zu können. Hierbei kommt der Cyber-Resilienz (“safe-to-fail”) eine Schlüsselrolle zu, da die in der Vergangenheit bewährten, auf Robustheit setzenden Konzepte (“fail-safe”) zusehends an ihre Grenzen stoßen. Das Energiesystem muss künftig auf unvorhergesehene Störungen derart reagieren, dass es dennoch seine grundlegende Funktionsfähigkeit erhält oder eigenständig wiedererlangen kann. Für diese Selbstorganisation ist es unumgänglich, die Informations- und Kommunikationstechnologie als integralen Bestandteil des Stromsystems zu begreifen und das Potential der Digitalisierung für die Erhöhung seiner Resilienz voll auszuschöpfen.

## Digitalisierung der Verteilnetze als Voraussetzung für Resilienz
Im Stromversorgungssystem wächst der Druck, die Nachfrage zu flexibilisieren und Kommunikationsmöglichkeiten zwischen den Akteuren von Stromangebot und -nachfrage aufzubauen. Mit dem Fortschreiten der Digitalisierung der Energienetze steigen nicht nur die Möglichkeiten zur effizienteren Netzbetriebsweise, sondern erhöhen sich auch die Sorgen vor Cyber-Angriffen und Störungen erheblich. Das gilt auch für kritische Infrastrukturen allgemein. 
Die Digitalisierung der Stromnetze, insbesondere der Verteilnetze, weist derzeit eine sehr hohe Schwankungsbreite auf. Insbesondere die unteren Netzebenen (Niederspannung und Teile der Mittelspannung) sind zu großen Teilen noch nicht digitalisiert und dementsprechend einer Beobachtbarkeit weitgehend entzogen. Im Gegensatz hierzu sind Hoch- und Höchstspannungsnetze mit umfassender IT-gestützter Sensorik und Aktorik ausgestattet, um eine effiziente Netzführung zu ermöglichen.
Zu den Systemdienstleistungen gehört zum Beispiel die Schwarzstartfähigkeit, also die Fähigkeit des Energiesystems, nach einem kompletten Stromausfall die Versorgung wiederherzustellen. Dieser Fall zeigt exemplarisch die wechselseitige Abhängigkeit, weil über die Telekommunikationsinfrastruktur das Wiederhochfahren nach einem kompletten Ausfall koordiniert werden muss. Die Mobilfunkinfrastruktur ist auch heute schon in Teilen über Batteriespeicher an den Basisstationen schwarzfallfest. Wenn allerdings künftig die Telekommunikationsinfrastruktur unabdingbare Voraussetzung für einen Schwarzstart wird, muss deren Funktionsfähigkeit durch größere Speicher für noch längere Zeiträume erhalten werden können. Zudem wird sich mit dem bevorstehenden Rollout der 5G-Technologie die Zahl der Funkstandorte deutlich (Faktor drei bis fünf) erhöhen, sodass zusätzliche Anstrengungen erforderlich werden, sofern auch die neue Technologie geeignet abgesichert werden soll. Ein Finanzierungsrahmen für diese neue gesamtgesellschaftliche Aufgabe und eine Marktorganisation fehlen bisher.
Mit Hilfe von Informations- und Kommunikationstechnologie kann das Energieversorgungssystem resilient gestaltet werden. Dazu muss zum einen die Informations- und Kommunikationstechnologie selbst durch organisatorische, personelle und technische Maßnahmen gegenüber Attacken robuster gemacht werden. Zum anderen kann sie aber vor allem zur Resilienz im eigentlichen Sinne beitragen, indem Störungen frühzeitig erkannt, Gegenmaßnahmen automatisiert eingeleitet und Systemdienstleistungen übernommen werden. In der acatech-Studie Future Energy Grid wurde 2012 ein übergreifendes Szenario entwickelt, das unter anderem eine durchgehende Digitalisierung, Nachfragesteuerung, Sektorenkoppelung, europaweite Vernetzung (digital, physikalisch und regulatorisch), Systemdienstleistungen durch erneuerbare Erzeugungsanlagen und Märkte für Kleinsttransaktionen vorsieht.

## Technologien und technologische Lösungsansätze

### Sensorik/Aktorik
Sensoren helfen, das Verhalten der Netze zu analysieren. Ableitungen aus Messwerten unterstützen dabei, Prognosen zu erzeugen und damit die Planbarkeit zu verbessern. Aktoren wiederum ermöglichen Flexibilitäten, zum Beispiel durch Abschalten überschüssiger Erzeugungsanlagen (engl. Generator Dropping) oder dem Lastabwurf bei übermäßigem Verbrauch (engl. Load Shedding). Der Einsatz von Sensorik und Aktorik ermöglicht also eine flexible Optimierung von Versorgungs- und Verteilnetzen. Fernsteuerbare Leitungsschutz-, Leistungs- und Kuppelschalter lösen mehr und mehr klassische Sicherungen ab. Durch Einsatz dieser Schalter im Zuge der Netzautomation werden nicht nur Wiederinbetriebsetzungszeiten reduziert, sondern eine regelmäßige Überwachung aus der Ferne ist möglich. Netztopologien können per Fernwirktechnik automatisch an aktuelle Erzeugungs- und Verbrauchssituationen angepasst werden.

### Prosumer
Prosumer spielen in intelligenten Energienetzen eine große Rolle. Sie können Erzeugungsspitzen aus dargebotsabhängigen, erneuerbaren Energien durch den Einsatz von Speichern oder gezieltes Aktivieren von disponiblen Lasten aufnehmen. Aber auch bei fehlender Erzeugungsleistung können sie ihre Bezugsleistung durch Lastverschiebung reduzieren oder durch Speicherentladung die Erzeugung erhöhen. Im Schwarm können nicht nur einzelne Prosumer, sondern ganze Verbünde von Prosumern die Resilienz erhöhen.

### Microgrids
Microgrids reduzieren die Abhängigkeit von den großen Kraftwerken im Störfall. Bei Ausfällen im vorgelagerten Netz können diese zum Teil ein eigenes kleines Inselnetz stabil weiterbetreiben, um kritische Lasten zu versorgen. Bestes Beispiel hierfür ist die Sicherheitsstromversorgung in Krankenhäusern oder Rechenzentren. Damit wird Autarkie für einen definierten Zeitraum ermöglicht. Zukünftig könnten solche Inselstrukturen in größerem Maßstab genutzt werden und zur Resilienz beitragen. 
Wesentliche Probleme solcher Inselstrukturen sind aktuell aber 
1. die Frage nach der Schutztechnik, wenn sich das Erdungssystem im Inselnetzbetrieb ändert, und
2. die Resynchronisation der jeweiligen Inseln zu einem frequenzgleichen Netz, um  so eine Wiederversorgung weiterer Bereiche nach einem Blackout zu ermöglichen.

Ferner sind auch technische Standards und Grid Codes für Microgrids weiterzuentwickeln und zu detaillieren (vgl. IEC TS 62898 Serie).

### Integriertes Energiesystem
Klassische Stadtwerke haben schon lange den Blick nicht nur auf elektrische Energie, sondern auch auf andere Sektoren wie Wasser, Gas und Wärme gerichtet. Power-to-Heat, Power-to-Gas oder Power-to-Cool sind Bereiche, die hier in den Vordergrund rücken. Gerade bei der Dezentralisierung ist ein Verbund aus unterschiedlichen Sektoren hilfreich, um Abhängigkeiten zu reduzieren, Flexibilitäten zu erhöhen und auch Speicherkapazitäten bereitzustellen. Die intelligente Regelung der koppelnden Anlagen ermöglicht die Erschließung techno-ökonomischer Potentiale.

### Regelbare Ortsnetztrafos (rONT)
Durch Einsatz von Spannungsreglern an Ortsnetzstationen kann das Spannungsniveau an die aktuellen Netzsituationen angepasst werden und die Aufnahmekapazität für erneuerbare Energien durch flexible Gegenmaßnahmen beim Erreichen der zulässigen Spannungsgrenze erweitert werden. Angesichts des perspektivischen Zubaus von PV in Niederspannungsnetzen kann der Netzausbau nicht vermieden, aber zumindest zeitlich verzögert werden.

### Predictive Maintenance
Durch Predictive Maintenance, unter Berücksichtigung der möglichen Sensorwerte, kann eine zeitnahe Wartungs- und damit Kostenplanung und -ermittlung für den Betrieb abgeleitet werden (ex-ante statt ex-post), wie es oben bereits dargelegt wurde. Zum Beispiel kann durch Integration von Sensoren, verteilt über alle Netzebenen hinweg, mittels moderner Big-Data-Technologien und Analytics-Methoden eine Störungshistorie ausgewertet werden. Basis hierfür können sowohl relevante Netzdaten als auch externe Einflüsse (zum Beispiel Wetter, Jahreszeit …) sein. Strukturschwächen und deren Ursachen können identifiziert, geografische Aspekte betrachtet und damit verbundene Optimierungspotenziale, etwa die Verkürzung der Wiederinbetriebsetzungszeiten durch eine Veränderung der Allokation von notwendigen Betriebsmitteln, abgeleitet und transparent dargestellt werden.

## Transformationspfad
Unternehmen der Energie- und Digitalwirtschaft haben 2018 einen Transformationspfad im Diskussionspapier „Ausfallsicherheit des Energieversorgungssystems – Von der Robustheit zur Resilienz“ skizziert.
1. Der Schutz vor Cyberangriffen kann mit technischen Mitteln, wie Datenverschlüsselung, Firewalls und Virenscannern, nicht mehr allein gewährleistet werden. Vielmehr spielen organisatorische Maßnahmen, wie Zutrittskontrolle, das Gefahrenbewusstsein der Mitarbeiter und Berechtigungsstufen eine zunehmend wichtige Rolle. Die Bundesnetzagentur hat gemeinsam mit dem Bundesamt für Sicherheit in der Informationstechnik (BSI) einen Anforderungskatalog an IT-Sicherheitsmaßnahmen für Strom- und Gasnetze erstellt.[3]
2. Dank der fortlaufenden dezentralen und automatisierten Analyse aller verfügbaren Daten des Energiesystems möglich, sich im Falle einer Störung ein ebenso umfassendes wie detailliertes Bild der aktuellen Lage zu machen und mit diesem Wissen die richtigen Entscheidungen zur Stabilisierung beziehungsweise Wiederherstellung einzuleiten. Dabei können die Effekte der geplanten Maßnahmen mittels datenbasierter Simulationsverfahren nicht nur vorhergesagt, sondern durch die informationstechnische Einbindung aller relevanten Akteure auch in ihrer Wirkung maximiert werden. So lassen sich klare Prioritäten setzen, kontraproduktive Einzelmaßnahmen vermeiden und durch den Informationsaustausch in Echtzeit über alle Ebenen des Energiesystems hinweg die erforderlichen Absprachen erheblich beschleunigen – gegebenenfalls sogar (teil-)automatisieren –, so dass schneller reagiert werden kann und die unvermeidlichen Schäden der Störungen sich auf ein Minimum beschränken. Auf lange Sicht ist es dabei denkbar, dass sich das Energiesystem bei kleineren lokalen oder regionalen Störungen ohne menschliches Zutun autonom stabilisiert, indem die hierzu nötigen Schritte selbstständig von Algorithmen initiiert werden (Selbstorganisation).
3. Durch die permanente Analyse der Datenströme in Echtzeit entstehende Störungen im Energiesystem – zum Beispiel verursacht durch Cyberangriffe – über die Identifikation verräterischer oder normabweichender Muster in den Daten des Energiesystems bereits erkennen, während sie sich noch anbahnen. Dies ermöglicht es, proaktiv zu reagieren, das heißt, die Störungen zu antizipieren und sie durch geeignete Gegenmaßnahmen zu verhindern oder zumindest so klein wie möglich zu halten. Hier besteht perspektivisch die Möglichkeit, dass zumindest bei geringfügigen Störungen die proaktiven Gegenmaßnahmen automatisch von Algorithmen durchgeführt werden.
4. Die Datenanalyse von Störungshistorien bietet die Möglichkeit, Strukturschwächen in den Netzen zu identifizieren, entsprechende Optimierungspotenziale aus ihnen abzuleiten und durch strukturelle und/oder organisatorische Anpassungen die Belastbarkeit des Energiesystems zu erhöhen. Der Einsatz Künstlicher Intelligenz erlaubt es, das Verständnis für die komplexen Zusammenhänge und Wechselspiele zwischen den verschiedenen Ebenen des Energiesystems zu vertiefen und so neue Einblicke zu gewinnen.